# Moroni
Moroni (arabsko موروني, Mūrūnī) so glavno mesto Komorov in s približno 40.000 prebivalci (po popisu leta 2003) največje mesto te otoške države v Indijskem oceanu.
Pristaniško mesto stoji ob jugozahodni obali največjega otoka Grande Comore; njegovo majhno pristanišče brez naravne zaščite je glavna točka za izvoz kmetijskih pridelkov, v mestu pa je tudi nekaj lahke predelovalne industrije. Prevladuje tradicionalna arabska arhitektura, kljub posameznim modernejšim poslovnim stavbam. Prebivalstvo, skoraj izključno muslimanske vere, je revno, poleg politične nestabilnosti občasno povzroča skrbi tudi ognjenik Kartala, ob vznožju katerega stoji mesto in ki je zadnjič izbruhnil leta 2005. V njem stojijo številne mošeje, vključno z glavno, ki je romarsko središče.
Moroni so s preostankom otoka povezani s cestnimi povezavami, v bližini pa je tudi manjše mednarodno letališče.

## Zgodovina
Naselje so ustanovili arabski priseljenci, verjetno že v 10. stoletju. V 18. stoletju je otočje postalo francoska kolonija, takrat je kot administrativno središče služilo mesto Dzaoudzi na otoku Mayotte. Leta 1975 so Komori razglasili neodvisnost, vendar brez otoka Mayotte, tako da je bil status prestolnice dodeljen Moronom.